# Майер, Хелена
Хелена Майер (нем. Helene Mayer, 20 декабря 1910 — 15 октября 1953) — германская и американская фехтовальщица, чемпионка мира и олимпийская чемпионка.

## Биография
Родилась в Оффенбахе; её отцом был врач Людвиг Карл Майер, а матерью Анна Берта Майер (урожденная Беккер).
Людвиг Карл Майер был германским евреем и придерживался иудаизма, а Анна Берта Беккер была наполовину еврейкой наполовину немкой и лютеранкой. В свидетельстве о рождении Хелены она указана как нем. «Israelitischen», а в графе религия указан иудаизм. В детстве Хелена подвергалась антисемитской травле со стороны одноклассников, которые её называли «жидовка Майер».
Уже в 13-летнем возрасте она выиграла чемпионат Германии, а в 1928 году в 17-летнем возрасте завоевала золотую медаль на Олимпийских играх в Амстердаме. В 1929 и 1931 году она становилась чемпионкой Международных турниров по фехтованию (впоследствии задним числом признанных чемпионатами мира). В 1931 году умер отец. В 1932 году Хелена приняла участие в Олимпийских играх в Лос-Анджелесе, где заняла 5-е место, после чего осталась в США для учёбы в университете Южной Калифорнии.
Находясь в США, узнала, что, будучи «еврейкой по определению», она ещё в 1933 году была исключена из фехтовального клуба Оффенбаха в духе поднимающего в Германии голову национал-социализма. Так как американский Любительский спортивный союз собирался бойкотировать Олимпиаду-1936, если евреям не позволят принять в ней участие, то Германский олимпийский комитет предложил Хелене Майер войти в состав олимпийской сборной Германии. Надеясь, что благодаря этому ей удастся помочь своим родственникам покинуть Германию она согласилась. На период проведения Олимпиады по приказу Йозефа Геббельса Хелене был временно предоставлен статус «почетной арийки», а также было запрещено в нацистской прессе упоминать о её еврейском происхождении. На Олимпиаде в Берлине Хелена завоевала серебряную медаль. Во время соревнований она носила спортивную форму со свастикой, а на церемонии награждения вскинула руку в нацистском приветствии (что вызвало критику в мировой прессе, в частности от Томаса Манна), но это не помогло ей задержаться в Германии, и в итоге ей пришлось остаться жить в США.
В 1937 году завоевала золотую и серебряную медали первого официального чемпионата мира по фехтованию. В 1934—1946 годах она восемь раз становилась чемпионкой США.
В 1952 году она смогла, наконец, вернуться на родину, где вышла замуж и поселилась в Мюнхене. В следующем году она скончалась от рака молочной железы.